# Релајанс (Јужна Дакота)
Релајанс (енгл. Reliance) град је у америчкој савезној држави Јужна Дакота.

## Демографија
По попису из 2010. године број становника је 191, што је 15 (-7,3%) становника мање него 2000. године.
| Група             | 2000.       | 2010.       |
| Белци             | 186 (90,3%) | 147 (77,0%) |
| Афроамериканци    | 0 (0,0%)    | 1 (0,5%)    |
| Азијати           | 0 (0,0%)    | 0 (0,0%)    |
| Хиспаноамериканци | 0 (0,0%)    | 3 (1,6%)    |
| Укупно            | 206         | 191         |